# Дроздов Віталій Михайлович
Віталій Михайлович Дроздов (нар. 28 липня 1971, Березовка, Гродненська область, БРСР, СРСР) — український продюсер та музикант. Генеральний директор «Хіт FM», генеральний продюсер радіохолдингу «ТАВР Медіа». Член журі українського національного відбору Євробачення 2020. 

## Життєпис
Віталій Дроздов народився 1971 року у Гродненській області (Білорусь). У 1993 році розпочав кар'єру на радіо у Мінську, був ведучим, музичним редактором і програмним директором радіостанцій (Авторадіо, Радіо ВА, Альфа Радіо).
У 1995 році Дроздов долучився до гурту «Ляпис Трубецкой» як беквокаліст та скрипаль. 2003 року стає директором гурту «Ляпис Трубецкой» та їх  продюсерського центру «Дети солнца».
У 2005 році на запрошення «ТАВР Медіа» починає працювати над радіостанції ХітFM як кризовий менеджер та директор і за кілька років виводить радіо ХітFM на перші місця за популярністю в Києві та Україні. У 2008 році працює генеральним продюсером Radio ROKS, а з 2011 року холдингу «ТАВР Медіа», до якого входять 6 радіостанцій (ХітFM, Радіо Байрактар, Radio ROKS, KISS FM, радіо RELAX, Мелодія FM).
Віталій Дроздов був членом журі «Фабрики зірок-4», національної музичної премії YUNA, музичної премії Yager Music Awards,  музичної премії «Золота Жар-птиця», дитячого фестивалю «Чорноморські ігри», а також конкурсу «Хіт-конвеєр» телеканалу М2. Постійний учасник музичної ради премії М1 Music Awards.